# Margherita del Monferrato
Margherita del Monferrato o Margherita Paleologa (Margarita in spagnolo, Margarida in catalano, Margalida in maiorchino; Casale, 1360 – Morella, 1420) fu una nobile Paleologa del Monferrato, contessa consorte di Urgell dal 1376 al 1408 e Signora di Acqui dal 1376 alla sua morte.

## Origine
Secondo il Ragionamento familiare dell´origine dei Marchesi di Monferrato, per Benvenuto di S. Giorgio, Margherita era figlia di Giovanni II Paleologo, Marchese del Monferrato, e della sua seconda moglie, Elisabetta di Maiorca, regina titolare di Maiorca, contessa titolare di Rossiglione e di Cerdagna, figlia secondogenita del re di Maiorca, conte di Rossiglione e di Cerdagna, signore di Montpellier e principe d'Acaia, Giacomo III il Temerario e della principessa di Aragona Costanza d'Aragona.

Giovanni II Paleologo, ancora secondo il Ragionamento familiare dell´origine dei Marchesi di Monferrato, per Benvenuto di S. Giorgio, era figlio del Marchese del Monferrato, Teodoro I, e di Argentina Spinola.

## Biografia
A Margherita, come dote per il matrimonio era stata concessa la signoria di Acqui.

Margherita, all'inizio del 1376, venne data in sposa al conte di Urgell, visconte di Àger e barone di Entenza e Antillón, Pietro di Aragona (1340-1408), figlio primogenito del conte di Urgell, visconte di Àger, barone di Entenza e Antillón, Giacomo I, e di Cecilia di Comminges, che, secondo il testamento del padre (il nonno di Pietro), era figlia primogenita del conte di Comminges e visconte di Turenna, Bernardo VIII († 1336) e della sua terza moglie, Mathe de l'Isle-Jourdain († 1352), figlia di Bernardo Giordano III (†  nel 1340 circa), signore de l'Isle-Jourdain e della moglie, Margherita di Foix; Benvenuto di San Giorgio cita una carta datata 27 gennaio 1376 in base alla quale, il patrigno di Elisabetta di Maiorca, Ottone IV di Brunswick-Grubenhagen, tutore dei figli di Giovanni II, il marchese del Monferrato, Secondotto ed i suoi fratelli, Giovanni, Teodoro e Guglielmo (Princeps D. Otto amministratore Dux Brunsvicensis gubernator et tutor ac ... D. Secundiottonis Marchionis Montis Ferrati necnon Joannis, Theodori et Fratrum Guilielmi ipsius D. Marchionis), risolto le questioni relative al testamento del marchese Giovanni II, provvide per il matrimonio della figlia Margherita (D. Margarita eius Filia), con la consulenza di Elisabetta (D. Elisabet consortis suæ), come riportato nel Rerum Italicarum scriptores, tomo XXIII.

Margherita era la seconda moglie di Pietro II che, nel 1347, era succeduto al padre come conte di Urgell e, nel 1363, aveva sposato Beatrice di Cardona che era deceduta nel 1372.
Nel 1408, Margherita rimase vedova; Pietro II (don Pedro Conde de Urgel) morì nel castello di Balaguer (en el castillo de Balaguer), nel giugno 1408, come viene riportato in Los cinco libros postreros de la primera parte de los Anales de la Corona de Aragón, v.2.

A Pietro succedette il figlio maschio primogenito, ancora in vita, Giacomo, come Giacomo II di Urgell, che fu Governatore generale del regno di Aragona, nel 1409, e l'anno dopo, fu uno dei cinque pretendenti al trono di Aragona.
Nel 1410, il re della corona d'Aragona, Martino I di Aragona morì senza eredi, e suo figlio, Giacomo II di Urgell, fu uno dei cinque pretendenti per succedergli sul trono d'Aragona; il candidato che ottenne la corona fu Ferdinando di Trastámara o d'Antequera, il quale, dopo l'incoronazione offri a Giacomo II il prestigioso titolo di Duca di Montblanc, 150.000 fiorini e il matrimonio tra il proprio figlio, Enrico e la figlia di Giacomo II, Isabella; ma Giacomo II consigliato dalla madre Margherita, rifiutò e non riconobbe la decisione di Caspe, anzi fece guerra a Ferdinando, che, nel 1413, lo sconfisse, lo imprigionò e gli confiscò tutti i suoi titoli.

Anche a Margherita furono confiscati i suoi beni, ma, nel 1314, Ferdinando concesse a lei e alle due figlie che non erano maritate una pensione annua di 5.000 fiorini, e Margherita visse tra Saragozza e Morella.

In quello stesso anno, Margherita organizzò un piano per l'evasione del figlio, Giacomo II, ma fu scoperta ed imprigionata a Cullera ed a Alicante.

Ferdinando le concesse una piccola pensione, ma continuò a tenerla in custodia.

Blasone dei conti di Urgel

Nel 1419, Margherita fu trasferita a Morella, dove, nel 1420 morì.

## Figli
Margherita a Pietro, secondo genealogy, diede nove figli, mentre secondo i COMTES de URGELL (ARAGON) i primi due figli erano della prima moglie di Pietro II, Beatrice di Cardona:
- Antonio († giovane);
- Beatrice († giovane);
- Leonora (1378-1430), suora a Montblanc[13];
- Cecilia (1379-1460), che sposò Bernardo IV, Visconte di Cabrera[13];
- Giacomo (Balaguer, 1380-Játiva, 1º giugno 1433), che, nel 1408, ereditò il titolo di conte di Urgell[3];
- Isabella (1380-Sijena, 1444), citata nel Los cinco libros postreros de la primera parte de los Anales de la Corona de Aragón, v.2[13];
- Taddeo (1390-1408), citata nel Los cinco libros postreros de la primera parte de los Anales de la Corona de Aragón, v.2[3];
- Giovanni (1396-1410), barone di Entenza e Antillon[3];
- una figlia, che, come confermano le Europäische Stammtafeln libro III, 141 (non consultate) sposò sposò Bernardo Ugo di Rocaberti.

## Ascendenza
|                            |                      |                         | Genitori                     |  |  | Nonni |  |  | Bisnonni               |  |  | Trisnonni              |  |
|                            |                      |                         |                              |  |  |       |  |  | Andronico II Paleologo |  |  | Michele VIII Paleologo |  |
|                            |                      |                         |                              |  |  |       |  |  | Andronico II Paleologo |  |  | Michele VIII Paleologo |  |
|                            |                      | Teodora Ducas Vatatzina |                              |  |  |       |  |  | Andronico II Paleologo |  |  |                        |  |
| Teodoro I del Monferrato   |                      |                         |                              |  |  |       |  |  | Andronico II Paleologo |  |  |                        |  |
|                            |                      | Violante di Monferrato  | Guglielmo VII del Monferrato |  |  |       |  |  |                        |  |  |                        |  |
|                            |                      | Violante di Monferrato  | Guglielmo VII del Monferrato |  |  |       |  |  |                        |  |  |                        |  |
|                            |                      | Violante di Monferrato  | Beatrice di Castiglia        |  |  |       |  |  |                        |  |  |                        |  |
| Giovanni II del Monferrato |                      | Violante di Monferrato  |                              |  |  |       |  |  |                        |  |  |                        |  |
|                            |                      | Opizzino Spinola        | Corrado Spinola              |  |  |       |  |  |                        |  |  |                        |  |
|                            |                      | Opizzino Spinola        | Corrado Spinola              |  |  |       |  |  |                        |  |  |                        |  |
|                            |                      | Opizzino Spinola        | Argentina Fieschi            |  |  |       |  |  |                        |  |  |                        |  |
| Argentina Spinola          |                      | Opizzino Spinola        |                              |  |  |       |  |  |                        |  |  |                        |  |
|                            |                      | Violante di Saluzzo     | Tommaso I di Saluzzo         |  |  |       |  |  |                        |  |  |                        |  |
|                            |                      | Violante di Saluzzo     | Tommaso I di Saluzzo         |  |  |       |  |  |                        |  |  |                        |  |
|                            |                      | Violante di Saluzzo     | Luisa di Ceva                |  |  |       |  |  |                        |  |  |                        |  |
| Margherita del Monferrato  |                      | Violante di Saluzzo     |                              |  |  |       |  |  |                        |  |  |                        |  |
|                            | Ferdinando d'Aragona | Giacomo II di Maiorca   |                              |  |  |       |  |  |                        |  |  |                        |  |
|                            | Ferdinando d'Aragona | Giacomo II di Maiorca   |                              |  |  |       |  |  |                        |  |  |                        |  |
|                            | Ferdinando d'Aragona | Esclarmonde di Foix     |                              |  |  |       |  |  |                        |  |  |                        |  |
| Giacomo III di Maiorca     | Ferdinando d'Aragona |                         |                              |  |  |       |  |  |                        |  |  |                        |  |
|                            |                      | Isabella di Sabran      | Isnardo di Sabran            |  |  |       |  |  |                        |  |  |                        |  |
|                            |                      | Isabella di Sabran      | Isnardo di Sabran            |  |  |       |  |  |                        |  |  |                        |  |
|                            |                      | Isabella di Sabran      | Margherita di Villehardouin  |  |  |       |  |  |                        |  |  |                        |  |
| Elisabetta di Maiorca      |                      | Isabella di Sabran      |                              |  |  |       |  |  |                        |  |  |                        |  |
|                            |                      | Alfonso IV di Aragona   | Giacomo II di Aragona        |  |  |       |  |  |                        |  |  |                        |  |
|                            |                      | Alfonso IV di Aragona   | Giacomo II di Aragona        |  |  |       |  |  |                        |  |  |                        |  |
|                            |                      | Alfonso IV di Aragona   | Bianca di Napoli             |  |  |       |  |  |                        |  |  |                        |  |
| Costanza d'Aragona         |                      | Alfonso IV di Aragona   |                              |  |  |       |  |  |                        |  |  |                        |  |
|                            |                      | Teresa di Entenza       | Gombaldo di Entenza          |  |  |       |  |  |                        |  |  |                        |  |
|                            |                      | Teresa di Entenza       | Gombaldo di Entenza          |  |  |       |  |  |                        |  |  |                        |  |
|                            |                      | Teresa di Entenza       | Costanza d'Antillón          |  |  |       |  |  |                        |  |  |                        |  |
|                            |                      | Teresa di Entenza       |                              |  |  |       |  |  |                        |  |  |                        |  |

### Fonti primarie
- (LA)  (FR)  Histoire généalogique de la maison d'Auvergne, justifiée par chartes, titres et histoires anciennes et autres preuves authentiques, par Christofle Justel.
- (LA)  (FR)  Histoire généalogique de la maison d'Auvergne justifiée par chartes, titres, histoires anciennes & autres preuves authentiques. Tome 2.
- (LA)  Rerum Italicarum scriptores, Tomo XXIII.
- (ES)  #ES CARTULARIO SAN JUAN DE LA PENA.

### Letteratura storiografica
- Rafael Altamira, Spagna, 1412-1516, in Storia del mondo medievale, vol. VII, 1999, pp. 546-575.
- (ES)  Historia de los condes de Urgel, Tomo II.
- (CA)  #ES cartulari Xestalgar Archiviato il 2 dicembre 2020 in Internet Archive..
- (ES)  Los cinco libros postreros de la primera parte de los Anales de la Corona de Aragón, v.2.